# Pionopsitta
Pionopsitta é um género de papagaio da família Psittacidae.
Este género contém as seguintes espécies:
- Pionopsitta aurantiocephala
- Pionopsitta barrabandi
- Pionopsitta caica
- Cuiú-cuiú, Pionopsitta pileata
- Pionopsitta pulchra
- Pionopsitta pyrilia